# Наследственный фонд
Наследственный фонд — фонд, который создается после смерти гражданина для того, чтобы было исполнено его завещание. Наследственный фонд должен учреждать нотариус для передачи туда наследственного имущества.

## Описание
Наследственный фонд был закреплён в законодательстве РФ с 1 сентября 2018 года через внесение соответствующих изменений. В других странах наследственные фонды создаются как с целью поддержки родственников после смерти наследодателя, так и с целью направления средств фонда на благотворительность. В таких странах, как Германия, США, Великобритания, есть возможность создавать фонды, которые направлены на развитие сфер экономики, которые развиваются. Эти фонды способствуют повышению уровня образования или направлены на занятия благотворительностью. Один из таких фондов — это фонд Альфреда Нобеля и именно из этого фонда ежегодно выплачивается Нобелевская премия. В России наследственный фонд — местный аналог траста. В РФ наследственные фонды создаются преимущественно для управления бизнесом и имуществом, которые остались после смерти наследодателя.
Среди положительных аспектов существования таких фондов — предупреждение деления имущества и разрушения бизнеса, что часто происходит после его наследования. Наследственный фонд решает проблему растраты денежных средств и имущества после их получения в качестве наследства. Наследственный фонд имеет специальную правоспособность. Осуществлять предпринимательскую деятельность наследственный фонд может только потому что это необходимо для целей, для которых он создан.
Для того, чтобы наследственный фонд был создан, необходимо соответствующее условие в завещании, где будет указано о решении завещателя учредить наследственный фонд на основе собственности наследодателя, будет устав фонда, а также будут содержаться условия управления наследственным фондом. Завещание должно быть составлено в трех экземплярах и один из экземпляров должен храниться у нотариуса. Если в завещании сказано про создание наследственного фонда, то такое завещание должно быть нотариально заверено, завещание в котором сказано про создание наследственного фонда, должно быть открытым.
Нотариус, который ведет наследственное дело о создании наследственного фонда, должен в течение трех рабочих дней с момента открытия наследственного дела направить заявление в уполномоченный государственный орган о государственной регистрации наследственного фонда. Или может быть отправлено решение суда, вступившее в законную сила, по требованию душеприказчика или выгодоприобретателя наследственного фонда в случае, если нотариус не выполнил свои обязанности по созданию наследственного фонда.
Функционирование наследственного фонда определяется наследодателем, и эти условия не могут быть изменены после его смерти. В ГК РФ существует одно исключение, из которого следует, что устав и условия управления наследственным фондом могут быть изменены, если есть решение суда по требованию любого органа фонда. Это может происходить в тех случаях, когда управлять наследственным фондом невозможно на тех условиях, которые были раньше. Либо, это может произойти в случае, если стало очевидно, что выгодоприобретатель — недостойный наследник.
Наследственный фонд может подлежать ликвидации если наступил срок, до истечения которого создавался фонд либо из-за наступления указанных в условиях управления наследственным фондом обстоятельств. Также это может произойти из-за невозможности формирования органов фонда.
Минимальный размер уставного капитала зарубежного наследственного фонда может составлять от 50 до 70 тысяч евро, в российском законодательстве требования к минимальному размеру отсутствуют.
Надзор и контроль за наследственным фондом совершают высший коллегиальный орган и попечительский совет, к которым не выдвигаются какие-то особые требования.